# 赫尔穆特·克默雷尔
赫尔穆特·克默雷尔（德語：Helmut Cämmerer，1911年5月5日—？），德国男子皮划艇运动员。他曾代表德国参加1936年夏季奥林匹克运动会皮划艇比赛，获得男子单人皮艇1000米银牌。